# Liquidate quel Parker!
Liquidate quel Parker!  (The Outfit) è un romanzo hard boiled dello scrittore statunitense Richard Stark (pseudonimo di Donald E. Westlake) pubblicato nel 1963, terzo della serie dedicata a Parker.

## Trama
Florida, inizio anni sessanta. Parker, sfuggito ad un tentativo di omicidio, decide che è tempo di chiudere i conti con l'Organizzazione, attaccandola prima nei suoi interessi economici in diverse città degli Stati Uniti e poi puntando direttamente ad eliminare Bronson, il potente capo dell'Organizzazione.

## Adattamenti cinematografici
- Organizzazione crimini, regia di John Flynn (1973)

## Edizioni
- Richard Stark, Parker: l'inferno in terra, traduzione di Bruno Just Lazzari, collana Supergiallo, I Grandi Maestri, n. 4, Mondadori, 2008.